# Лю Цун
Лю Цун (спрощ.: 刘聪; кит. трад.: 劉聰; піньїнь: Líu Cōng, помер 318) — китайський імператор з династії Рання Чжао.

## Життєпис
Був четвертим сином Лю Юаня. Під час війни восьми князів його запрошував до себе Сима Юн, однак, зважаючи на батька, Лю Цун віддав перевагу службі Сима Іну.
Коли 304 року Лю Юань проголосив незалежність від імперії Цзінь, Лю Цун став одним з його головних полководців. 308 року Лю Юань проголосив себе імператором, а Лю Цуну надав титул Чу-ван. 309 року Лю Цун розбив велику цзіньську армію та спробував узяти в облогу цзіньську столицю, місто Лоян, але його спробу було відбито, після чого батько відкликав його до Піньяна.
Влітку 310 року, незадовго до своєї смерті, Лю Юань оголосив Лю Хе спадкоємцем престолу, викликавши до столиці інших синів з їхніми загонами. Після смерті батька Лю Хе наказав убити своїх братів, остерігаючись їхнього надмірного посилення, однак Лю Цун довідався про плани брата, розбив імператорські війська та вбив Лю Хе. Після цього Лю Цун сам зайняв трон.
311 року Лю Цун завдав остаточної поразки цзіньським військам у центральному Китаї, взявши в полон імператора Сима Чі. Від 312 року імператор все більше почав перейматись своїм гаремом, залишаючи справи державні на другому плані. Навесні 313 року він стратив Сима Чі.
314 року Лю Цун призначив свого сина, Лю Цаня, головним міністром. З'явились чутки, що це не сподобалось брату імператора Лю Аю, й той задумав здійснити державний переворот. Після цього Лю Цун узяв Лю Ая під домашній арешт.
Восени 316 року Лю Яо здійснив напад на Чан'ань і взяв у полон імператора Сима Е, тим самим поклавши край володарюванню Західної Цзінь. За рік Лю Цун оголосив Лю Цаня спадкоємцем престолу. Надалі відбулося кілька спроб підбурення повстань і здійснення нападів з метою захоплення Лю Цаня, щоб потім обміняти його на Сима Е. Через це навесні 318 року Лю Цун наказав стратити останнього імператора Західної Цзінь.
318 року спалахнула пожежа в палаці, в результаті якої загинули 20 членів родини Лю. Імператор невдовзі після цього помер.

## Девізи правління
- Гуансін (光興) 310—311
- Цзяпін (嘉平) 311—315
- Цзяньюань (建元) 315—316
- Ліньцзя (麟嘉) 316—318